# Memoriał Zdzisława Ambroziaka 2017
XII Memoriał Zdzisława Ambroziaka – siatkarski turniej, który odbył się w dniach 15-17 września 2017 roku w hali Arena Ursynów w Warszawie. Organizatorami turnieju były: Fundacja im. Zdzisława Ambroziaka i Ursynowskie Centrum Sportu i Rekreacji.
W turnieju wzięło udział sześć polskich zespołów: ZAKSA Kędzierzyn-Koźle, Onico Warszawa, Trefl Gdańsk, Łuczniczka Bydgoszcz, Indykpol AZS Olsztyn oraz GKS Katowice. 
Pierwszego dnia rozegrano dwa mecze eliminacyjne, których zwycięzcy utworzyli pary półfinałowe z klubami ZAKSA Kędzierzyn-Koźle i Trefl Gdańsk, które były rozstawione. Drugiego dnia rozegrano półfinały oraz mecz o 5. miejsce, w którym zagrali przegrani meczów eliminacyjnych. Trzeciego dnia odbyły się: finał i mecz o 3. miejsce. W trakcie memoriału rozegrano także finał zawodów gimnazjalnych i "mecz przyjaciół siatkówki". 

## Drabinka
|  |                      |                      |                    |                        |                        |                      |                      |                   |                   |              |       |       |       |
|  | Mecze eliminacyjne   | Mecze eliminacyjne   | Mecze eliminacyjne |                        |                        | Półfinały            | Półfinały            | Półfinały         |                   |              | Finał | Finał | Finał |
|  | Mecze eliminacyjne   | Mecze eliminacyjne   | Mecze eliminacyjne |                        |                        | Półfinały            | Półfinały            | Półfinały         |                   |              | Finał | Finał | Finał |
|  |                      |                      |                    |                        |                        |                      |                      |                   |                   |              |       |       |       |
|  |                      |                      |                    |                        |                        |                      |                      |                   |                   |              |       |       |       |
|  |                      |                      |                    | Trefl Gdańsk           | Trefl Gdańsk           | 3                    |                      |                   |                   |              |       |       |       |
|  |                      |                      |                    | Trefl Gdańsk           | Trefl Gdańsk           | 3                    |                      |                   |                   |              |       |       |       |
|  | Onico Warszawa       | Onico Warszawa       | 3                  |                        |                        | Onico Warszawa       | Onico Warszawa       | 1                 |                   |              |       |       |       |
|  | Onico Warszawa       | Onico Warszawa       | 3                  |                        |                        | Onico Warszawa       | Onico Warszawa       | 1                 |                   |              |       |       |       |
|  | Łuczniczka Bydgoszcz | Łuczniczka Bydgoszcz | 0                  |                        |                        |                      |                      |                   | Trefl Gdańsk      | Trefl Gdańsk | 2     |       |       |
|  | Łuczniczka Bydgoszcz | Łuczniczka Bydgoszcz | 0                  |                        |                        |                      |                      |                   | Trefl Gdańsk      | Trefl Gdańsk | 2     |       |       |
|  |                      |                      |                    |                        |                        | Indykpol AZS Olsztyn | Indykpol AZS Olsztyn | 3                 |                   |              |       |       |       |
|  |                      |                      |                    |                        |                        | Indykpol AZS Olsztyn | Indykpol AZS Olsztyn | 3                 |                   |              |       |       |       |
|  |                      |                      |                    | ZAKSA Kędzierzyn-Koźle | ZAKSA Kędzierzyn-Koźle | 0                    |                      |                   |                   |              |       |       |       |
|  |                      |                      |                    | ZAKSA Kędzierzyn-Koźle | ZAKSA Kędzierzyn-Koźle | 0                    |                      |                   |                   |              |       |       |       |
|  | Indykpol AZS Olsztyn | Indykpol AZS Olsztyn | 3                  |                        |                        | Indykpol AZS Olsztyn | Indykpol AZS Olsztyn | 3                 |                   |              |       |       |       |
|  | Indykpol AZS Olsztyn | Indykpol AZS Olsztyn | 3                  |                        |                        | Indykpol AZS Olsztyn | Indykpol AZS Olsztyn | 3                 |                   |              |       |       |       |
|  | GKS Katowice         | GKS Katowice         | 1                  |                        |                        |                      |                      |                   |                   |              |       |       |       |
|  | GKS Katowice         | GKS Katowice         | 1                  |                        |                        |                      |                      |                   |                   |              |       |       |       |
|  |                      |                      |                    | Mecz o 5. miejsce      | Mecz o 5. miejsce      | Mecz o 5. miejsce    | Mecz o 3. miejsce    | Mecz o 3. miejsce | Mecz o 3. miejsce |              |       |       |       |
|  |                      |                      |                    | Mecz o 5. miejsce      | Mecz o 5. miejsce      | Mecz o 5. miejsce    | Mecz o 3. miejsce    | Mecz o 3. miejsce | Mecz o 3. miejsce |              |       |       |       |
|  |                      |                      |                    |                        |                        |                      |                      |                   |                   |              |       |       |       |
|  |                      |                      |                    |                        |                        |                      |                      |                   |                   |              |       |       |       |
|  | Łuczniczka Bydgoszcz | Łuczniczka Bydgoszcz | 3                  | ZAKSA Kędzierzyn-Koźle | ZAKSA Kędzierzyn-Koźle | 1                    |                      |                   |                   |              |       |       |       |
|  | Łuczniczka Bydgoszcz | Łuczniczka Bydgoszcz | 3                  | ZAKSA Kędzierzyn-Koźle | ZAKSA Kędzierzyn-Koźle | 1                    |                      |                   |                   |              |       |       |       |
|  | GKS Katowice         | GKS Katowice         | 2                  | Onico Warszawa         | Onico Warszawa         | 3                    |                      |                   |                   |              |       |       |       |
|  | GKS Katowice         | GKS Katowice         | 2                  | Onico Warszawa         | Onico Warszawa         | 3                    |                      |                   |                   |              |       |       |       |

## 1. dzień

### Mecze eliminacyjne
| Data  | Godzina | Drużyna 1            | Wynik | Drużyna 2            | Set 1 | Set 2 | Set 3 | Set 4 | Set 5 | Raport |
| ----- | ------- | -------------------- | ----- | -------------------- | ----- | ----- | ----- | ----- | ----- | ------ |
| 15.09 | 18:00   | Indykpol AZS Olsztyn | 3:1   | GKS Katowice         | 21:25 | 25:23 | 25:17 | 25:17 |       |        |
| 15.09 | 18:00   | Onico Warszawa       | 3:0   | Łuczniczka Bydgoszcz | 35:33 | 25:16 | 25:13 |       |       |        |

## 2. dzień

### Mecz o 5. miejsce
| Data | Godzina | Drużyna 1            | Wynik | Drużyna 2    | Set 1 | Set 2 | Set 3 | Set 4 | Set 5 | Raport |
| ---- | ------- | -------------------- | ----- | ------------ | ----- | ----- | ----- | ----- | ----- | ------ |
| 1609 | 13:00   | Łuczniczka Bydgoszcz | 3:2   | GKS Katowice | 33:31 | 22:25 | 23:25 | 25:22 | 15:12 |        |

### Półfinały
| Data  | Godzina | Drużyna 1            | Wynik | Drużyna 2              | Set 1 | Set 2 | Set 3 | Set 4 | Set 5 | Raport |
| ----- | ------- | -------------------- | ----- | ---------------------- | ----- | ----- | ----- | ----- | ----- | ------ |
| 16.09 | 15:00   | Onico Warszawa       | 1:3   | Trefl Gdańsk           | 25:23 | 27:29 | 19:25 | 23:25 |       |        |
| 16.09 | 17:30   | Indykpol AZS Olsztyn | 3:0   | ZAKSA Kędzierzyn-Koźle | 25:23 | 29:27 | 25:20 |       |       |        |

## 3. dzień

### Mecz o 3. miejsce
| Data  | Godzina | Drużyna 1      | Wynik | Drużyna 2              | Set 1 | Set 2 | Set 3 | Set 4 | Set 5 | Raport |
| ----- | ------- | -------------- | ----- | ---------------------- | ----- | ----- | ----- | ----- | ----- | ------ |
| 17.09 | 11:00   | Onico Warszawa | 3:1   | ZAKSA Kędzierzyn-Koźle | 25:15 | 25:21 | 20:25 | 25:23 |       |        |

### Finał
| Data  | Godzina | Drużyna 1            | Wynik | Drużyna 2    | Set 1 | Set 2 | Set 3 | Set 4 | Set 5 | Raport |
| ----- | ------- | -------------------- | ----- | ------------ | ----- | ----- | ----- | ----- | ----- | ------ |
| 17.09 | 13:00   | Indykpol AZS Olsztyn | 3:2   | Trefl Gdańsk | 25:18 | 25:15 | 19:25 | 23:25 | 15:13 |        |

## Klasyfikacja końcowa
| Lp. | Drużyna                |
| --- | ---------------------- |
| 1.  | Indykpol AZS Olsztyn   |
| 2.  | Trefl Gdańsk           |
| 3.  | Onico Warszawa         |
| 4.  | ZAKSA Kędzierzyn-Koźle |
| 5.  | Łuczniczka Bydgoszcz   |
| 6.  | GKS Katowice           |

## Nagrody indywidualne
| Najlepszy zawodnik (MVP)            | Najlepszy atakujący          | Najlepszy blokujący                      | Najlepszy serwujący             | Najlepszy rozgrywający          | Najlepszy przyjmujący                  | Najlepszy libero                  |
| ----------------------------------- | ---------------------------- | ---------------------------------------- | ------------------------------- | ------------------------------- | -------------------------------------- | --------------------------------- |
| Paweł Woicki (Indykpol AZS Olsztyn) | Damian Schulz (Trefl Gdańsk) | Jakub Kochanowski (Indykpol AZS Olsztyn) | Bartosz Kwolek (ONICO Warszawa) | Michał Kozłowski (Trefl Gdańsk) | Tomas Rousseaux (Indykpol AZS Olsztyn) | Damian Wojtaszek (ONICO Warszawa) |